# Plesiolaea promacha
Plesiolaea promacha là một loài bướm đêm trong họ Geometridae.